# Linda Sohl-Donnell
Linda Sohl-Donnell (Linda Sohl-Ellison; * 23. April 1953 in Cleveland, Ohio) ist eine US-amerikanische Tänzerin, Choreographin und Tanzpädagogin.

## Leben
Linda Sohl besuchte ab dem sechsten Lebensjahr eine Ballettklasse in einem Tanzstudio ihrer Heimatstadt. Vierzehnjährig entdeckte sie den Stepptanz, den sie bald auch selbst unterrichtete. Anfang der 1970er Jahre studierte sie Tanz an der Ohio University. Während ihres Studiums an der University of California, Los Angeles lernte sie 1979 Foster Johnson kennen, der ihr privaten Unterricht gab und in den vom Jazz geprägten rhythm tap einführte. Mit Toni Relin entwickelte sie um diese Zeit ein Duorepertoire, das Elemente von Modern Dance, rhytm tap und politischem Tanztheater verband. Mit ihrem ersten abendfüllenden Programm traten sie 1981 im The House in Santa Monica auf. Im gleichen Jahr präsentierte Sohl ihre erste Step-Choreographie im Duo mit Carol Lee.
Ihre erste Choreographie für ein großes Ensemble war Tap Rhapsody/Part I (1983), produziert von ihrem damaligen Ehemann, dem Designer Cecil Donell, eine Folge von kurzen kontrastierenden Stücken für fünf Tänzerinnen nach Livemusik von Steve Fowler für Bass und Flöte. 1984 wurde sie künstlerische Leiterin der Kompagnie LTD/Unlimited (ab 1988 Rhapsody In Taps (RIT)), die sie zwei Jahre zuvor mit Toni Relin gegründet hatte. Hier entstanden in den 1980er Jahren Stücke wie Goin' Home (1984), Four/Four on the Swing Shift (1984), Stickato (1985), Live Wire (1985), Seven Steps to Heaven (1985), Dark Eyes (1986) und Duet (1987). 1986 produzierte sie das Programm The Essence of Rhythm mit den Gastsolisten Eddie Brown, Honi Coles, Sandman Sims, Jimmy Slyde, Leonard Reed, Steve Condos, Francis Nealy und den Frauen ihrer Kompagnie.
Am Japan American Theatre in Los Angeles choreographierte Sohl-Donnell Piru-Bole mit dem Perkussionisten Mark Berres, der auf 22 Tablas eine Komposition für Perkussion von John Bergamo spielte. Daneben arbeitete sie auch mit Jazzmusikern wie Cedar Walton, Louie Bellson, Phil Wright und Al Heath zusammen. 2004 heiratete sie den Perkussionisten Monty Ellison. Seit 1978 ist sie Professorin für Tanz am Orange Coast College, wo sie Tanzformen und -technik, Choreographie und Tanzpädagogik unterrichtet. Außerdem gab sie Meisterkurse und Workshops bei Tourneen durch die USA, Frankreich, Deutschland, Bali, Japan und Mexiko.
Für ihr Wirken wurde sie vielfach ausgezeichnet. Vom National Endowment for the Arts erhielt sie fünf Choreographers’ Fellowships sowie 1999 und 2001 ein Irvine Fellowship in Dance. Die James Irvine Foundation verlieh ihr 2006 den  Dance: Creation to Performance Grant. 1999 war sie für den Alpert Award in Dance nominiert. Künstlerstipendien erhielt sie vom California Arts Council, dem Arts Council for Long Beach, der Public Corporation for the Arts, der National Association for Regional Ballet und der California Community Foundation. 2003 gewann sie den Ersten Preis beim Palm Desert Choreography Festival. Das Dance Resource Center verlieh ihr 2006 den Lester Horton Dance Award für Choreographie. Das Los Angeles County Board of Supervisors ehrte sie 2007 für ihren künstlerischen Verdienste mit einem Milestone Award. Beim Soul to Sole Tap Festival 2010 erhielt sie für ihre Beiträge zum Stepptanz über dreißig Jahre den Tapestry Award.